# 林深靖
林深靖（1961年—），生於台灣嘉義縣新港鄉月眉潭村，筆名劉鳴生、俞向南、于尚白、左思，法國里昂第三大學現代文學碩士，是一位立場親中及自稱民主批判之作者。

## 工作履歷
林深靖曾任《世界地理雜誌》編輯、《南方雜誌》編輯、《自立早報》海外特約撰述、《人民周刊》特約國際政治評論、《跨世紀月刊》特約撰述、雷諾汽車特約翻譯、《台灣立報》專欄作者、《921民報》主編、歐洲文教基金會研究室主任、新北市蘆荻社區大學講師、立法委員高明見國會辦公室主任、立法委員候選人朱高正競選總部總幹事、巴黎第八大學歐洲研究所主要人员、台灣農民聯盟常務理事兼發言人、開南管理學院公共行政學系講師、民主文化基金會執行長、《台灣立報》特約專欄【新國際】編輯、《亚洲周刊》特约评论员、誠品書店《誠品好讀》【國際肥皂鄉】專欄作者、新國際社會理論與實踐研究中心成員、浩然基金會研究員、中國社會科學院歐洲研究所訪問學者、夏潮聯合會執行委員、國際知識集體（International Collective Intellectual）亞洲聯絡人、風傳媒【林深靖觀點】專欄作者、《獨立評論@天下》【政經左外野】專欄作者。
自覺運動政治犯呂建興（呂昱）出獄不久，林深靖與呂建興籌辦《南方雜誌》。1991年朱高正組織中華社會民主黨時，林深靖翻譯前法國總統密特朗競選總統時提出的〈左翼共同綱領〉作為黨綱、黨章參考。

## 作品
1986年3月，林深靖在《台灣文藝》第99期發表短篇小說〈西庄三結義〉，主要情節在於描述三個住在西庄的少年在冒險過程中發掘一樁二二八事件時期西庄發生的悲劇；該篇小說與一般的二二八事件題材小說不同，以外省族群受當地村民迫害為主題，提供另一個思考族群衝突的視角。
著作
- 《政經事件簿》：文藝列車出版社2002年第一版，ISBN 957977241X
- 《無德小英》：致知學術出版2017年5月初版，ISBN 9789869273695

譯作
- 《法國短篇小說精選》：圓神出版社1988年初版
- 《一百的故事》（Hist oire de 100）：歐笠嵬（Ferrieux Olivier）著，橘子出版社1998年第一版，ISBN 9789578401266
- 《漢口街的小意外》：歐笠嵬著，吳佩蓉、林深靖譯，歐笠嵬2002年出版，ISBN 9572809709
- 《巴黎情人：一位情痴的美學歷程》（Le galant de Paris）：斐德里克·柯雷孟（Frederic Clement）著，林深靖譯，遠流出版2003年1版，ISBN 9573248395
- 《奇幻精品店》（Magasin zinzin ou aux merveilles d'Alys）：斐德里克·柯雷孟著，林深靖譯，遠流出版2003年1版，ISBN 9573251078

主編
- 《反六一〇八軍購：人民的聲音》：張亞中等作，林深靖主編，民主行動聯盟2004年初版，ISBN 9572982036

## 外部連結
- 林深靖的Facebook專頁
- 林深靖官方部落格
- 嘉義文學博物館專訪林深靖[永久]
- 《大眾時代》林深靖文章列表 （页面存档备份，存于）
- 《苦勞網》林深靖文章列表 （页面存档备份，存于）
- 風傳媒林深靖觀點 （页面存档备份，存于）